# Kraits
Kraits (Bungarus) sind eine im tropischen Südostasien weit verbreitete Gattung der Schlangen aus der Familie der Giftnattern (Elapidae). Die Arten haben ein extrem wirksames neurotoxisches Gift, und eine Reihe von Arten ist auch im menschlichen Siedlungsbereich häufig. Die weiter verbreiteten Arten zählen daher zu den medizinisch relevantesten Giftschlangen Asiens und verursachen jährlich zahlreiche Todesfälle.

## Merkmale

### Körperbau
Kraits sind mittelgroße bis große Giftnattern, die meisten Arten erreichen Gesamtlängen von 1,0 bis 1,8 m, B. fasciatus auch bis über 2,0 m. Männchen sind deutlich größer als Weibchen. Der Körper ist relativ schlank und im Querschnitt meist annähernd dreieckig, er läuft zum Rücken hin spitz zu. Der Kopf ist schmal und kaum vom Hals abgesetzt. Die Augen sind klein bis mittelgroß, die Pupille ist rund. Die Giftzähne sind meist nur 2–3 mm lang und starr.

### Beschuppung
Wie alle Giftnattern haben auch Kraits auf dem Oberkopf neun große, symmetrische Schilde. Der dritte Supralabiale berührt nicht den hinteren Nasalen. Die Rückenschuppen sind glatt. Die Tiere haben 13 bis 19 dorsale Schuppenreihen in der Körpermitte. Mit Ausnahme von B. lividus sind bei allen Arten die Schuppen in der Rückenmitte deutlich vergrößert und sechseckig. Der Analschild ist geteilt, die Subcaudalia sind je nach Art ungeteilt oder überwiegend geteilt.

### Färbung
Färbung und Zeichnung sind bei den meisten Arten recht einheitlich; auf hellem, meist weißlichem oder leicht gelblichem Grund befindet sich eine variable Zahl dunkler Sattelflecken, die bedingt durch die sehr glatte Beschuppung einen stählernen Glanz haben.

## Verbreitung und Lebensraum
Das Verbreitungsgebiet der Gattung umfasst weite Teile des tropischen Südostasiens einschließlich des Indischen Subkontinents und reicht nach Osten bis Sulawesi. Die Tiere kommen dort von Meereshöhe bis in 1700 m Höhe vor. Sie bevorzugen offene, feuchte Lebensräume und kommen vor allem am Rand von Äckern und in niedrigen Buschwäldern und Grasland in der Nähe von Gewässern vor.

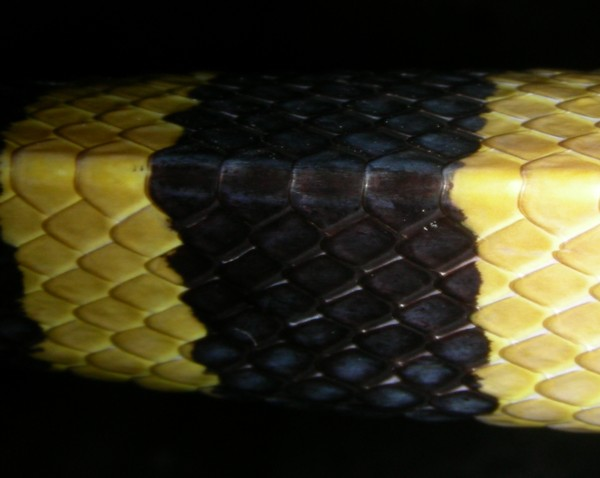
Gelbgebänderter Krait, Rumpfausschnitt. Gut sichtbar sind die vergrößerten und sechseckigen Schuppen in der Rückenmitte

## Arten
Stand April 2024 werden 18 Arten anerkannt:
- Bungarus andamanensis Biswas & Sanyal, 1978 – Indien (Andamanen)
- Bungarus bungaroides (Cantor, 1839) – Myanmar, Indien (Assam, Sikkim), Nepal, Vietnam
- Gewöhnlicher Krait (Bungarus caeruleus (Schneider, 1801)) – Afghanistan, Pakistan, Indien (Maharashtra, Karnataka), Sri Lanka, Bangladesch, Nepal
- Blauer Krait (Bungarus candidus (Linnaeus, 1758)) – Kambodscha, Indonesien (Java, Sumatra, Bali, Sulawesi), Malaiische Halbinsel, Singapur, Thailand, Vietnam
- Bungarus ceylonicus Günther, 1864 – Sri Lanka
- Gelbgebänderter Krait (Bungarus fasciatus (Schneider, 1801)) – Bangladesch, Brunei, Myanmar, Kambodscha, Südchina, Nordostindien, Bhutan, Nepal, Indonesien (Sumatra, Java, Borneo), Laos, Malaysien, Singapur, Thailand, Vietnam
- Rotkopfkrait (Bungarus flaviceps Reinhardt, 1843) – Südthailand, Südmyanmar, Kambodscha, Vietnam, Malaiische Halbinsel, Tioman, Indonesien (Bangka, Belitung, Borneo, Java, Sumatra)
- Kleiner Schwarzer Krait (Bungarus lividus Cantor, 1839) – Indien, Bangladesch, Nepal
- Bungarus magnimaculatus Wall & Evans, 1901 – Myanmar
- Vielgebänderter Krait (Bungarus multicinctus Blyth, 1861) – Taiwan, Südchina, Myanmar, Laos, Nordvietnam, Thailand
- Bungarus niger Wall, 1908 – Indien (Assam, Sikkim), Nepal, Bangladesch, Bhutan
- Bungarus persicus Abtin, Nilson, Mobaraki, Hosseini & Dehgannejhad, 2014 – Belutschistan[2]
- Bungarus sagittatus Aksornneam, Rujirawan, Yodthong, Sung & Aowphol, 2024 – Thailand
- Bungarus sindanus Boulenger, 1897 – Südostpakistan, Indien
- Bungarus slowinskii Kuch, Kizirian, Nguyen, Lawson, Donnelly & Mebs, 2005 – Nordvietnam
- Bungarus suzhenae Chen, Shi, Vogel, Ding & Shi, 2021
- Bungarus walli Wall, 1907 – Nordindien
- Bungarus wanghaotingi Pope, 1928 – China, Hong Kong, Laos, Myanmar, Vietnam

## Lebensweise
Kraits sind überwiegend dämmerungs- und nachtaktiv, der Tag wird in Erdbauten oder Termitenbauten verbracht. Die Beute besteht aus kleinen Wirbeltieren, vor allem aus anderen Schlangen. Die Tiere sind eierlegend (ovipar), die Eiablage findet in Erdhöhlen oder unter Blätterhaufen statt. Die Gelege bestehen aus 6–15 Eiern, die von den Weibchen bis zum Schlupf der Jungschlangen bewacht werden.

## Verhalten gegenüber Menschen
Kraits sind am Tag scheu und nicht aggressiv. Bei Bedrohung rollen sie sich zusammen, verbergen den Kopf unter Körperschlingen und bewegen das erhobene Schwanzende, um dorthin die Aufmerksamkeit von Feinden zu lenken. Bei weiterer starker Belästigung beißen die Tiere zu. Bissunfälle geschehen vor allem in der Dämmerung und nachts, wenn versehentlich auf die dann aktiven Kraits getreten wird. Häufig erfolgt der Biss auch im Schlaf, da die Tiere nachts häufig in Häuser kommen. Der Biss ist nicht schmerzhafter als ein Stich durch einen Dorn und wird daher oft kaum bemerkt.

## Gift

### Wirkung
Alle Arten produzieren ein hochwirksames Gift, das in erster Linie nervenschädigend (neurotoxisch) ist. Hauptbestandteile sind das Polypeptid α-Bungarotoxin und das in mindestens 16 verschiedenen Formen vorkommende enzymatisch wirkende Protein β-Bungarotoxin. α-Bungarotoxin blockiert postsynaptisch die Signalübertragung von Nerven zu Muskeln und führt so zur Lähmung der Muskulatur. Die β-Bungarotoxine blockieren praesynaptisch die Signalübertragung auf die Muskulatur und verursachen so ebenfalls Lähmungen. Bei β-Bungarotoxinen handelt es sich im Vergleich zu α-Bungarotoxin um größere und komplexer gebaute Moleküle, die länger brauchen, um bis zum Wirkort zu gelangen. Das Ergebnis ist bei schweren Vergiftungen eine zweiphasige Wirkung: Eine schnell auftretende Lähmung, die durch α-Bungarotoxin verursacht wird, und viele Stunden nach dem Biss  auftretende und teilweise über Monate anhaltende Lähmungen, die durch β-Bungarotoxine verursacht werden. Typische Anfangssymptome sind starke Bauchkrämpfe und Lähmungen der Gesichtsmuskulatur, die sich dann auf die gesamte Skelett- und Atemmuskulatur ausweiten.
Beim Indischen Krait (B. caeruleus) kommt es bei 40–77 % der in Krankenhäuser eingelieferten Patienten innerhalb von meist 7 bis 12 Stunden nach dem Biss ohne Behandlung zum tödlichen Atemstillstand. Durch intensivmedizinische Betreuung, vor allem durch künstliche Beatmung, kann die Sterblichkeit erheblich gesenkt werden. Bei bis zu einem Fünftel der Patienten tritt trotz Beatmung eine sechs Stunden bis fünf Tage andauernde Bewusstlosigkeit auf. Bis zu 50 % der überlebenden Patienten erleiden einen zwölf Stunden bis acht Tage andauernden Gedächtnisverlust.

### Epidemiologie
Kraits zählen zu den medizinisch relevantesten Giftschlangen Asiens und verursachen jährlich zahlreiche Todesfälle. Die relevanten Arten sind je nach Region unterschiedlich, die meisten schweren Vergiftungen verursachen in Pakistan, Indien und Nepal B. caeruleus, B. sindanus und B. walli, in Sri Lanka B. caeruleus, in Bangladesch B. caeruleus, B. niger und B. walli, in Thailand, Vietnam und Indonesien B. candidus und in China, Taiwan und Myanmar B. multicinctus s. l.

## Bilder

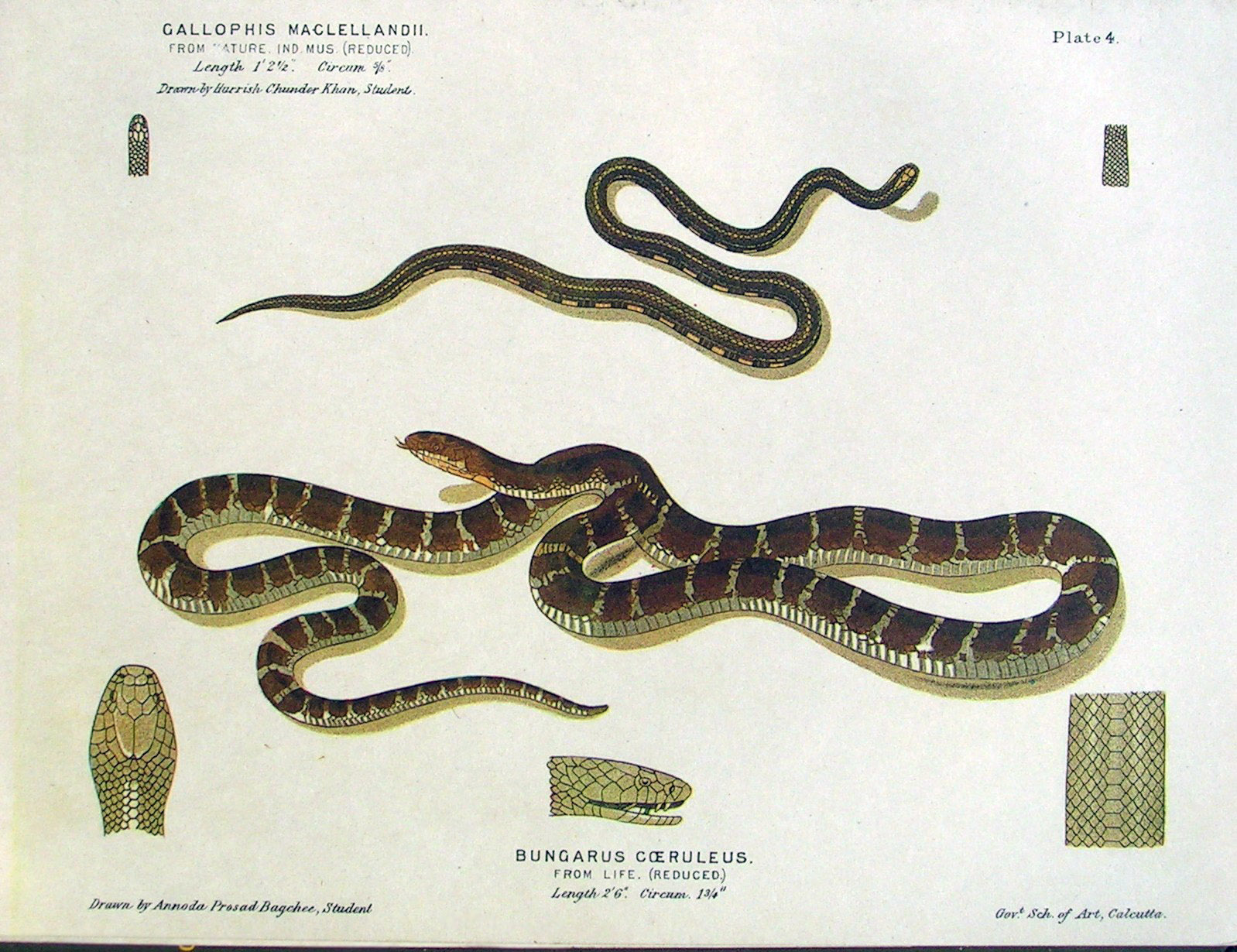
B. caeruleus
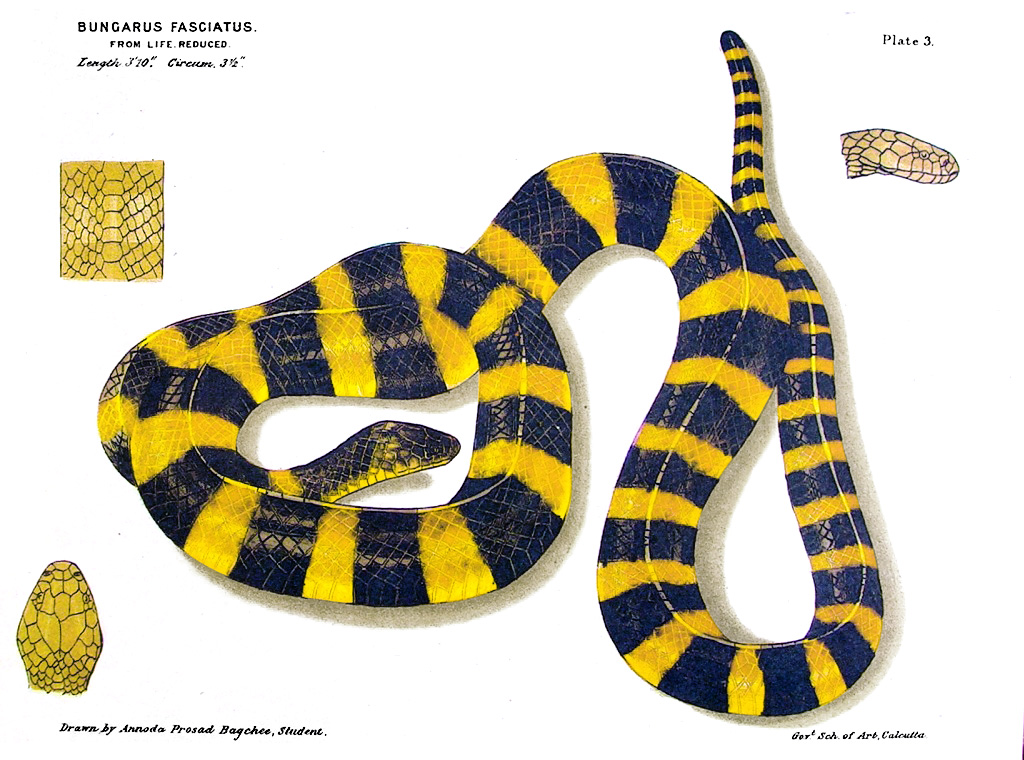
B. fasciatus
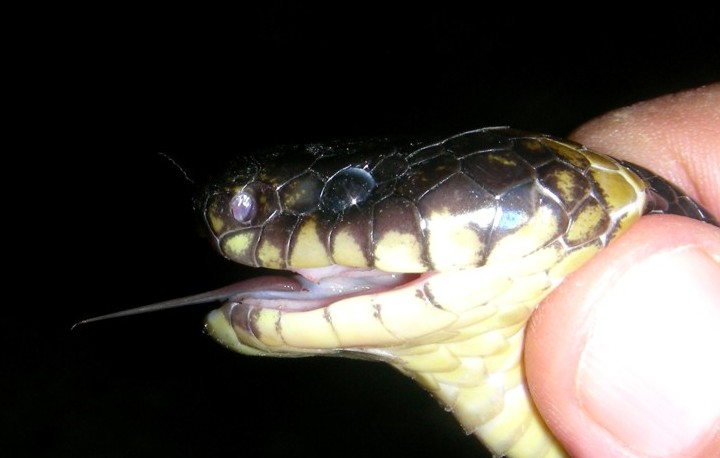
Kopf von B. fasciatus
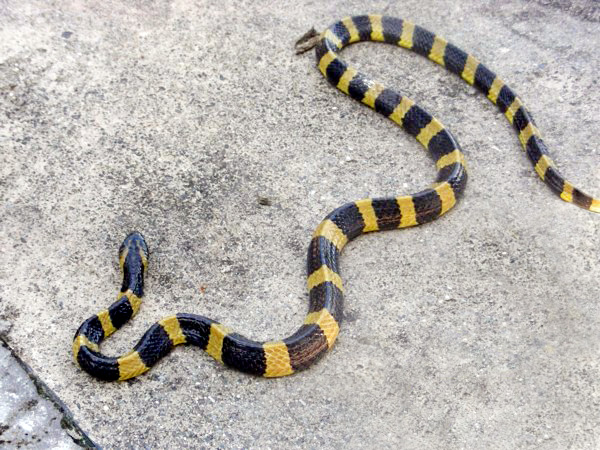
B. fasciatus